# Zadar (provincie)
Zadar (Kroatisch: Zadarska županija) is een provincie in Kroatië, hieronder valt het noordelijke Dalmatië en het Zuidoosten van Lika. Het administratieve centrum is Zadar.

## Geografie
Plaatsen in Zadar zijn Zadar, Benkovac, Biograd na Moru, Nin, Obrovac en Pag. De eilanden Ugljan, Pašman en het grootste gedeelte van Pag en enkele andere, kleinere eilanden behoren tot de provincie. Ook het nationale park Paklenica ligt in Zadar.
De provincie beslaat een oppervlakte van 7854 km², 3.643 km² daarvan is vasteland, wat 6,4% van de oppervlakte van Kroatië is. Het zeegebied van Zadar beslaat 3632 km² en het eilandengebied 580 km². Er wonen in Zadar 200.936 (wat 4,5% van de totale Kroatische bevolking is) mensen, waarvan 129.000 langs het kustgebied leven, 21.000 op de eilanden en 50.000 in het binnenland.

## Verkeer
De zogenoemde Adriatische Toeristische Weg, de snelweg Zagreb-Split en het treinspoor Zagreb-Knin-Split met aftakkingen naar Zadar en Šibenik lopen door Zadar.
Er is ook veel zeeverkeer, wat langs de kustroute van de Adriatische Zee loopt, de autoveerboot Zadar-Ancona is de kortste verbinding tussen Italië en Centraal-Europa via Zagreb en Zadar naar Rome en verder naar het zuiden. Een andere drukke route is de Zadar - Maslencicabrug - St. Rok Tunnel - Zagrebroute. De passagiershaven van Zadar wordt veel gebruikt; dit geldt ook voor de vrachthaven in het gebied bij Gazenica waar zo'n miljoen ton per jaar geleverd wordt.
De luchthaven van Zadar is recentelijk verbouwd en vernieuwd. Wanneer de verbeteringen aan de landingsbaan klaar zijn, kunnen er jumbojets landen.

## Economie
Het gebied de Ravni Kotari, in het binnenland van Zadar, beschikt over de meest gecultiveerde landbouwgrond en mogelijke industrieontwikkeling en handel, verkeer en ambacht in de steden.
Toerisme is een van de belangrijkste bronnen van inkomsten voor Zadar, mede dankzij de gunstige geografische ligging, een mild klimaat, grillige kustlijn, heldere zee, vele baaien en inhammen langs de 1300 kilometer lange kust en eilanden. Trekpleisters zijn de nationale parken Velebit, Telaščica en Paklenica, en vlakbij Krka en Kornati in het zuiden en de Plitvicemeren in het noorden.

## Bestuurlijke indeling
Zadar is bestuurlijk onderverdeeld in:
- De provinciehoofdstad Zadar
- De steden Benkovac, Biograd na Moru, Nin, Obrovac, Pag en Gračac
- De gemeenten Bibinje, Galovac, Jasenice, Kali, Kukljica, Lišane Ostrovičke, Novigrad, Pakoštane, Pašman, Polača, Poličnik, Posedarje, Povljana, Preko, Privlaka, Ražanac, Sali, Stankovci, Starigrad, Sukošan, Sveti Filip i Jakov, Škabrnja, Tkon, Vir, Zemunik Donji
- Het dorp Soline

## Provinciale regering
Huidige Župan (prefect): Ivo Grbić (HDZ)
De provinciale assemblee, heeft 41 vertegenwoordigers van de volgende politieke partijen:
- Kroatische Democratische Unie (HDZ) 20
- Sociaaldemocratische Partij van Kroatië (SDP) 10
- Kroatische Boerenpartij (HSS) 4
- Kroatische Sociaal Liberale Partij (HSLS) 4
- Kroatische Volkspartij (HNS) 3